# Abu-Abd-Al·lah Muhàmmad (V)
Abu-Abd-Al·lah Muhàmmad (V) fou un emir hàfsida (1494 -1526). Era fill d'Abu-Muhàmmad Hàssan, el qual era germà d'Abu-Zakariyyà Yahya (IV). A la mort de pesta del fill d'aquest, Abu-Yahya Zakariyyà ibn Yahya, el 1494, sense fills, la successió va recaure en Muhàmmad (el seu pare ja havia mort).
El nou emir no tenia cap interès a governar i només es dedicava als plaers de la vida. La decadència del país es va fer inexorable. Les tribus àrabs es van revoltar, però van poder ser dominades amb força dificultat. El 1510 els castellans li van arrabassar Bugia i Trípoli. Els germans corsaris d'origen turc Arudj i Khair ed-Din Barba-rossa arriben a la Mediterrània occidental la primera dècada de 1500, i combaten per sobreviure, realitzen el cors de forma organitzada, acumulant un gran nombre de naus molt més artillades i grans que els anteriors, i més homes, per aconseguir que els seus atacs resultin més efectius. Amb la promesa de donar la cinquena part dels botins, el jurament sobre el Corà i la no intervenció en els assumptes interns de el regne, es declaren vassalls de Muhàmmad V i s'estableixen a Gerba.
Va morir el 1526 i el va succeir el seu fill al-Hàssan ibn Muhàmmad.